# عبد الرحمن بن عبد الله البراك
عبد الرحمن بن عبد الله بن عبد العزيز البراك  (من مواليد عام 1376هـ / 1958م) في محافظة الأحساء. هو وزير الخدمة المدنية السعودية السابق وعضو في مجلس الوزراء. حاصل على شهادة الدكتوراه في الإدارة العامة من جامعة بيتسبرغ في 1989. كان عضواً في مجلس الشورى السعودي قبل أن يشغل منصب المساعد لرئيس مجلس الشورى بتاريخ: 29/4/1428هـ.

## المؤلفات والبحوث
- الصدق والتنبؤ لامتحان الوظائف في كادر الخدمة المدنية بالمملكة العربية السعودية - دراسة استطلاعية بالاشتراك مع الدكتور / مازن فارس رشيد، معهد الإدارة العامة العدد الثاني المجلد الرابع والثلاثون ربيع الآخر 1415هـ.
- مدى الحاجة إلى الإدارة الاستراتيجية في القطاع العام، مجلة كلية التجارة للبحوث العلمية العدد الأول المجلد الثالث والثلاثون للسنة 1996م.
- مشكلة العمالة غير الشرعية في المملكة العربية السعودية آثارها وسبل التغلب عليها، كلية العلوم الإدارية مركز البحوث 1996م.
- الجمود الوظيفي في القطاع العام بالمملكة العربية السعودية دراسة ميدانية، مجلة العلوم الإدارية العدد الأول المجلد التاسع 1415هـ.
- اتجاهات الموظفين نحو العلاقة بين التضخم الوظيفي والمتغيرات التنظيمية دراسة مسحية على الأجهزة الحكومية في مدينة الرياض في المملكة العربية السعودية، مجلة معهد الإدارة العدد الثاني المجلد (37) 1418هـ.
- كتاب: (منجزات التنمية في المملكة العربية السعودية _ خلال الفترة من1420 هـ إلى 1430 هـ)، الدكتور/ عبد الرحمن بن عبد الله البراك، وآخرون، 1431 هـ.

## الحياة العلمية
- بكالوريوس إدارة الأعمال من جامعة الملك سعود عام: 1400هـ.
- ماجستير في الإدارة العامة من جامعة بيتسبرغ عام: 1983م.
- دكتوراه في الإدارة العامة من جامعة بيتسبرغ عام: 1989م (إدارة علمية، بحوث عمليات).

## الحياة العملية
- معيد من الفترة: 1400هـ، 1401هـ.
- أستاذ مساعد اعتباراً من: 25/5/1410هـ.
- المنسق الأكاديمي لبرنامج الماجستير في الإدارة العامة: 1412هـ، 1413هـ.
- قائم بأعمال رئيس قسم الإدارة العامة اعتباراً من: 3/5/1414هـ.
- رئيس لقسم الإدارة العامة بتاريخ: 8/11/1414هـ.
- وكيل لكلية العلوم الإدارية بتاريخ: 28/12/1414هـ.
- مشرف عام على مكتب معالي مدير الجامعة بتاريخ: 1/9/1416هـ.
- مشرف على إدارة الدراسات والتطوير والمتابعة في عام: 1419هـ.
- وكيلاً للجامعة للدراسات والتطوير والمتابعة بتاريخ: 30/7/1420هـ.
- عضو في مجلس الشورى بتاريخ: 3/3/1422هـ.
- نائب رئيس لجنة الخدمات والمرافق العامة والبيئة في مجلس الشورى بتاريخ: 3/3/1424 هـ.
- نائب رئيس لجنة الإدارة والموارد البشرية والعرائض في مجلس الشورى بتاريخ: 3/3/1427هـ.
- رئيس لجنة الإدارة والموارد البشرية والعرائض في مجلس الشورى بتاريخ 4/3/1428 هـ.
- مساعد رئيس مجلس الشورى بتاريخ: 29/4/1428هـ.

### الاستشارات
1. مستشار غير متفرغ في لجنة التدريب والقوى العاملة بالغرفة التجارية الصناعية بالرياض اعتبارا من: 1/6/1414هـ حتى: 1/6/1415هـ.
2. عضو لجنة التدريب والقوى العاملة بالغرفة التجارية الصناعية بالرياض منذ عام: 1414هـ حتى: 1417هـ، وتم تقديم عدة دراسات تتعلق بسوق العمل والعمالة والسعودة وقواعد البيانات.
3. مستشار غير متفرغ لدى الرئاسة العامة لتعليم البنات كعضو للهيئة الاستشارية منذ عام 1418هـ.
4. عمل العديد من الدراسات الاقتصادية لمشاريع صناعية.

### المشاركات
شارك في العديد من المؤتمرات والندوات وترأس العديد من الجلسات داخل وخارج المملكة العربية السعودية، ومنها:
- المشاركة في مؤتمر جمعية دراسات الشرق الأوسط في أمريكا الشمالية عام 1418هـ.
- عضو لجنة الاتصالات الخارجية بمكتب وزير التعليم العالي 1419هـ.
- المشاركة في مؤتمر جمعية دراسات الشرق الأوسط في أمريكا الشمالية عام 1419هـ كمناقش في الحلقة الخاصة بالسياسات العامة للاقتصاد السياسي بالشرق الأوسط.
- مؤتمر العلاقات السعودية الإيطالية _ جلسة العلاقات السعودية الأوروبية التجارية بالمركز الإسلامي الحضاري في روما كأحد المتحدثين وكرئيس إحدى الجلسات في الفترة: 14 - 17 /11/1419هـ.
- متحدث في جامعة بولونيا إيطاليا عن الإدارة العامة في المملكة العربية السعودية بتاريخ: 17/11/1419هـ.
- رئيس إحدى الجلسات في المؤتمر العلمي لاقتصاديات دول مجلس التعاون الخليجي (فرص القرن الحادي والعشرين) بتاريخ: 19/1/1421هـ بجامعة الملك فيصل.
- المشـاركة في ندوة التعليـم العـالي الأهلي في المملكة كرئيس إحدى الجلسـات في ندوة التعليم العالي المتعلقة بالقبول خلال الفترة 18 - 19/11/1421هـ.
- المشاركة في أعمال الدورة التاسعة والثلاثين الطارئة لمجلس اتحاد البرلماني العربي الذي عقد في مدينة صنعاء 20_21/4/1422هـ.
- المشاركة في ندوة الحوار العربي الأوروبي في برلين _ ألمانيا 1425 هـ.
- رئاسة الوفد المشارك في ندوة التطورات البرلمانية في مجلس التعاون في بريطانيا 1428 هـ.
- رئاسة الوفد المشارك في اجتماع الجمعية العمومية الثانية للبرلمان الآسيوي في جمهورية إيران الإسلامية 1428 هـ.
- رئاسة الوفد المشارك في المؤتمر الثالث عشر للاتحاد البرلماني العربي في محافظة أربيل _ العراق 1429 هـ.
- رئاسة وفد المجلس لاستلام جائزة المنظمة العربية للتنمية الإدارية الخاصة بالمواقع الإلكترونية في مجال الإبداع البصري في لبنان 1431 هـ.
- رئيس إحدى الجلسات في ندوة: (قياس الأداء في الأجهزة الحكومية: تجارب محلية ودولية)، معهد الإدارة العامة 1432 هـ.
- رئاسة الوفد المشارك في ملتقى المنظمة العربية الاقتصادي في مصر 1431 هـ.
- رئاسة الوفد المشارك في اجتماعات رابطة مجالس الشيوخ في الجابون 1432 هـ.
- رئاسة وفد المجلس المشارك في الاجتماع السنوي للمؤتمر الوطني لمشرعي الولايات الأمريكية في الولايات المتحدة الأمريكية 1432هـ.

شارك في العديد من اللجان والمجالس على مستوى الكلية والجامعة ومجلس الشورى وترأس الكثير منها:
- اللجنة الدائمة للوثائق والمحفوظات في جامعة الملك سعود.
- لجنة الإنترنت بالجامعة.
- لجنة مكافآت الحاسب الآلي.
- لجنة التهيئة لإنشاء كلية الطب بالقصيم.
- أسبوع الجامعة والمجتمع.
- لجنة دراسة موضوع غلاء المعيشة وارتفاع الأسعار.
- لجنة تطوير آليات العمل في مجلس الشورى.
- لجنة رسم السياسات والخطط الإعلامية للإعلام الداخلي والخارجي عن مجلس الشورى.
- لجنة مراجعة الإجراءات الإدارية والأنظمة التقنية المعمول بها في مجلس الشورى.
- اللجنة الإشرافية لبرنامج (شاور) في مجلس الشورى.
- اللجنة التحضيرية للتنظيم والإعداد للاجتماع التشاوري الثالث لرؤساء برلمانات دول مجموعة العشرين.